# ユースフ・ベルケブラ
ユースフ・ベルケブラ（アラビア語: يوسف بلقبلة、フランス語: Youssef Belkebla、1965年3月5日 - ）は、アルジェリアとフランスの元サッカー選手。ポジションはFW。

## クラブ歴
1983年にレッドスターFC93で選手となった。その後、ASサンテティエンヌ、ASボーヴェ・オワーズを経て再びレッドスターに在籍し引退した。

## 家族
カリム・ベルケブラ、カメル・ベルケブラ、ジゼク・ベルケブラ、アブデラザク・ベルケブラは兄弟にあたり全員元サッカー選手。妹のファディラ・ベルケブラは女優。甥のハリス・ベルケブラ、ヤニス・ベルケブラもサッカー選手。